# Лісопарк Монсанто
38°43′47″ пн. ш. 9°11′39″ зх. д. / 38.72975° пн. ш. 9.194064° зх. д.
Лісопарк Монсанто (англ. Monsanto Forest Park) розташований на захід від міста в Лісабон.
Має площу в 1000 га, вважається одним з найбільших міських громадських парків у світі.
Парк був створений в 1934 р. Дуарте Пачеко (міністром громадських робіт). Лісовідновлення парку почалось в 1938 р., а шляхи під'їзду і перше обладнання було спроектоване архітектором Кейлом до Амарал в 1946 р.
До парка можливо дістатися автомагістраллю A5, яка перетинає його з сходу на захід.
На його території розташований Об'єднаний центр аналізу та узагальнення досвіду (англ. Joint Analysis and Lessons Learned Centre (JALLC)).